# Atuatuca Tungrorum

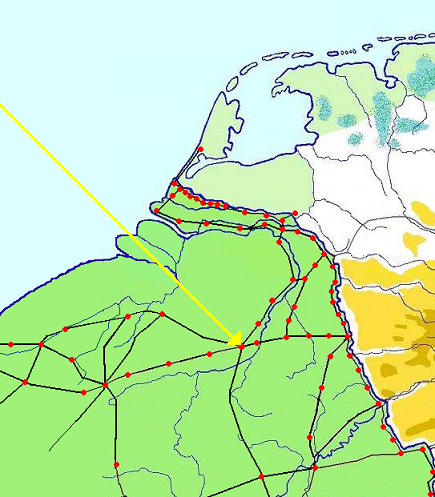
Posizione di Atuatuca Tungrorum

Atuatuca Tungrorum, l'odierna Tongeren, era una città della provincia romana della Germania Inferiore.

## Storia

### Atuatuca

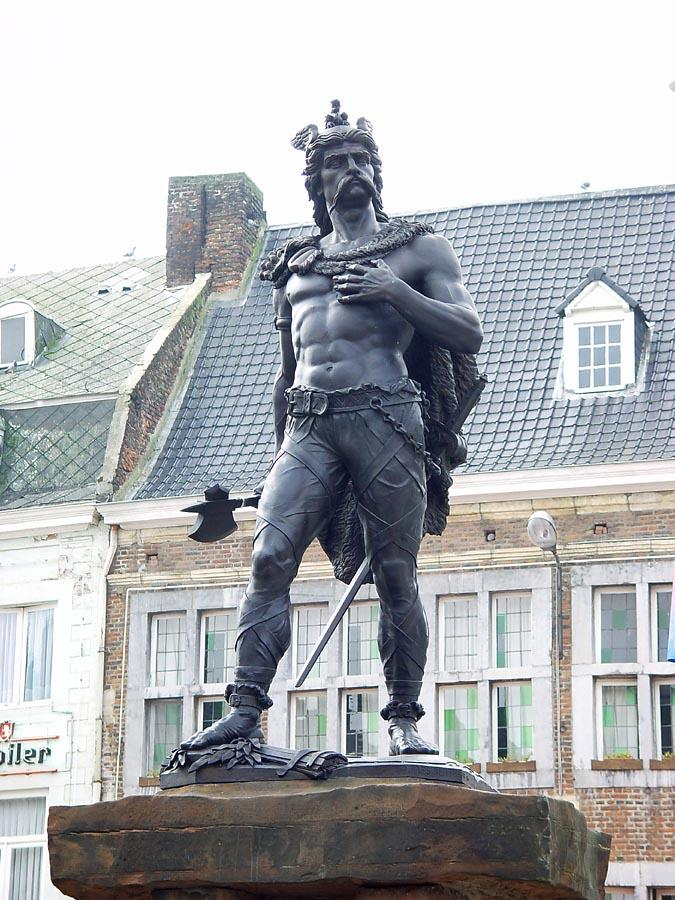
Statua di Ambiorige a Tongeren

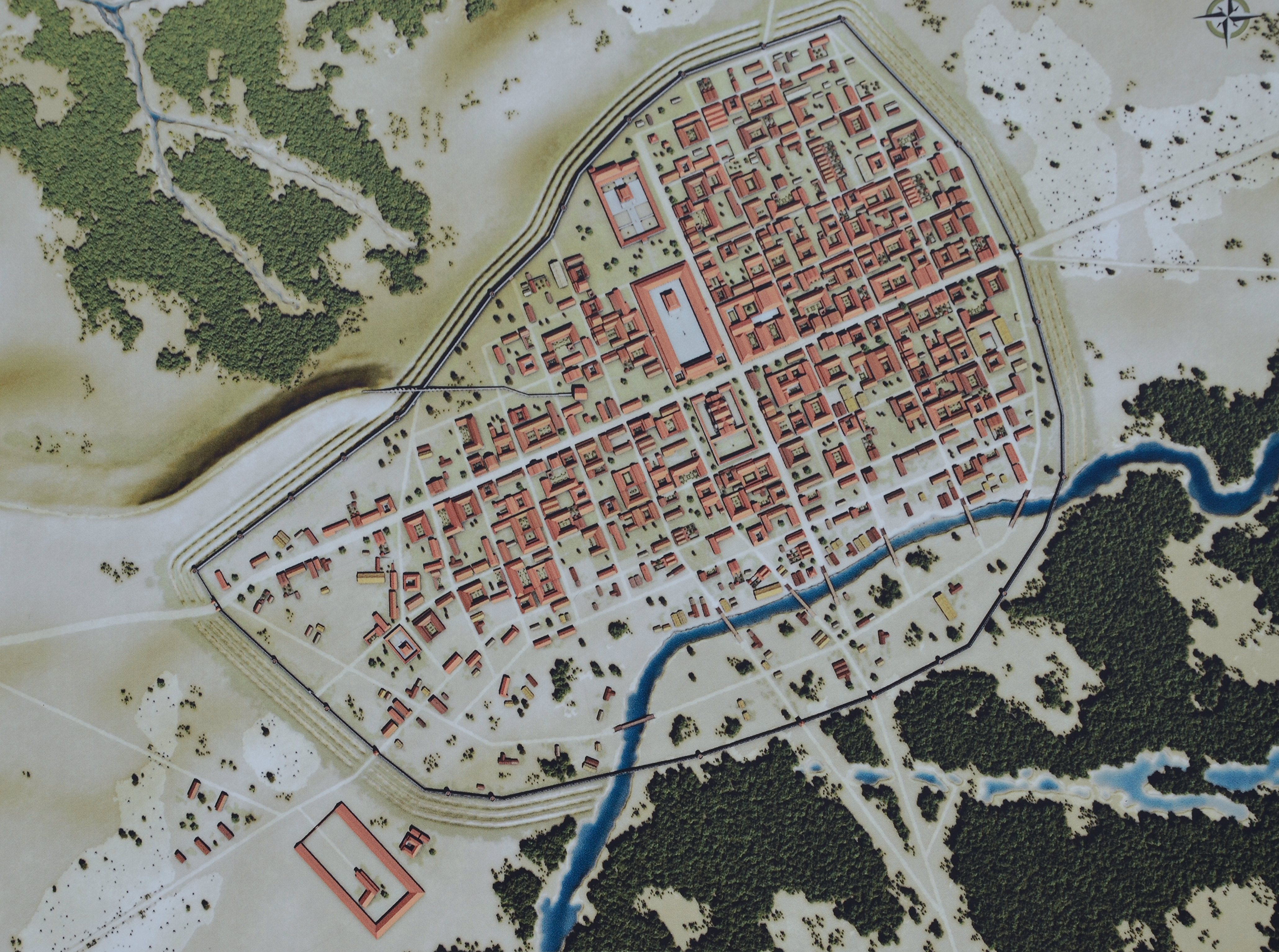
Ricostruzione di Tongeren, 150 d.C. circa.

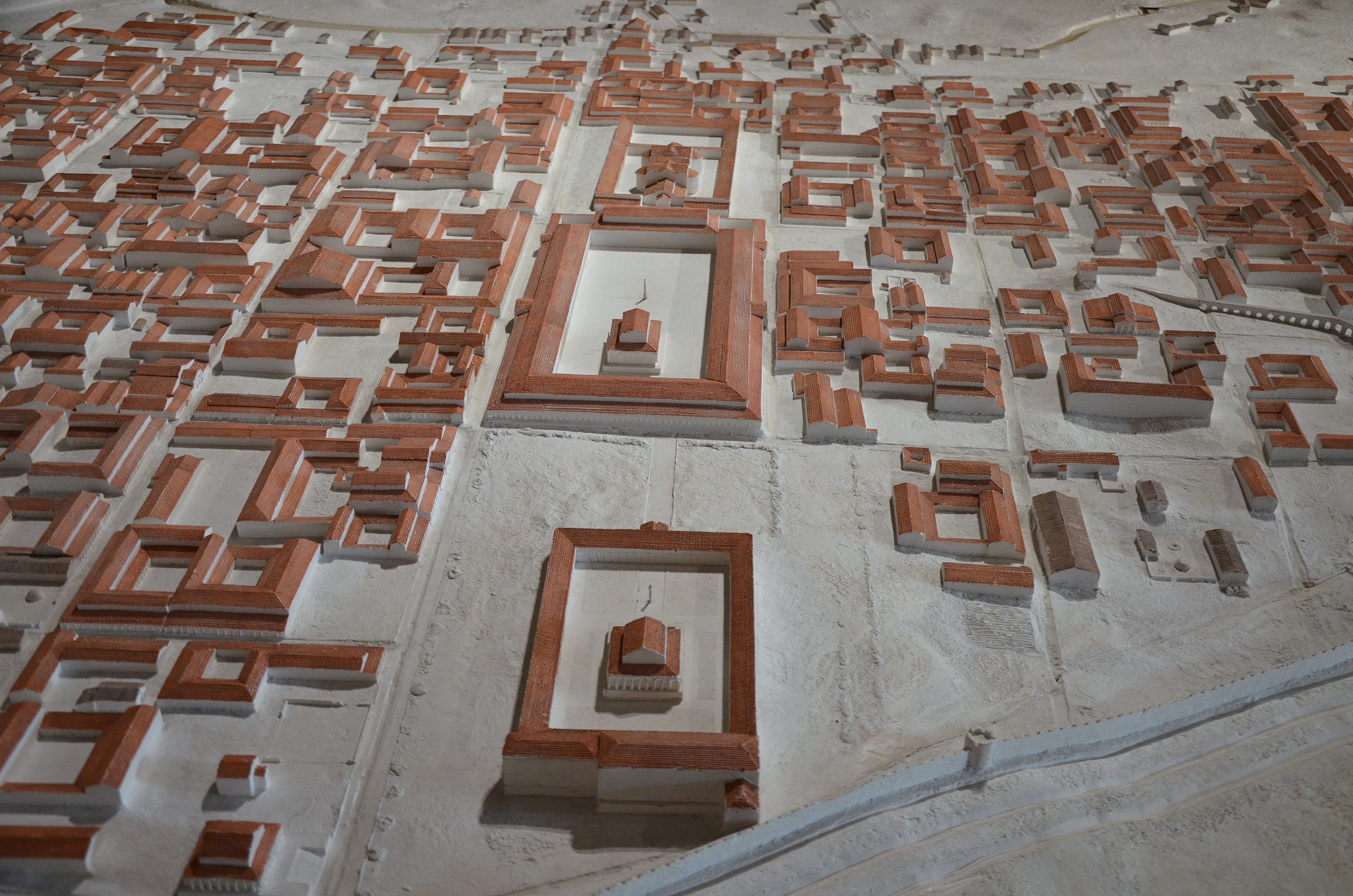
Modello in scala del centro della città, 150 d.C. circa

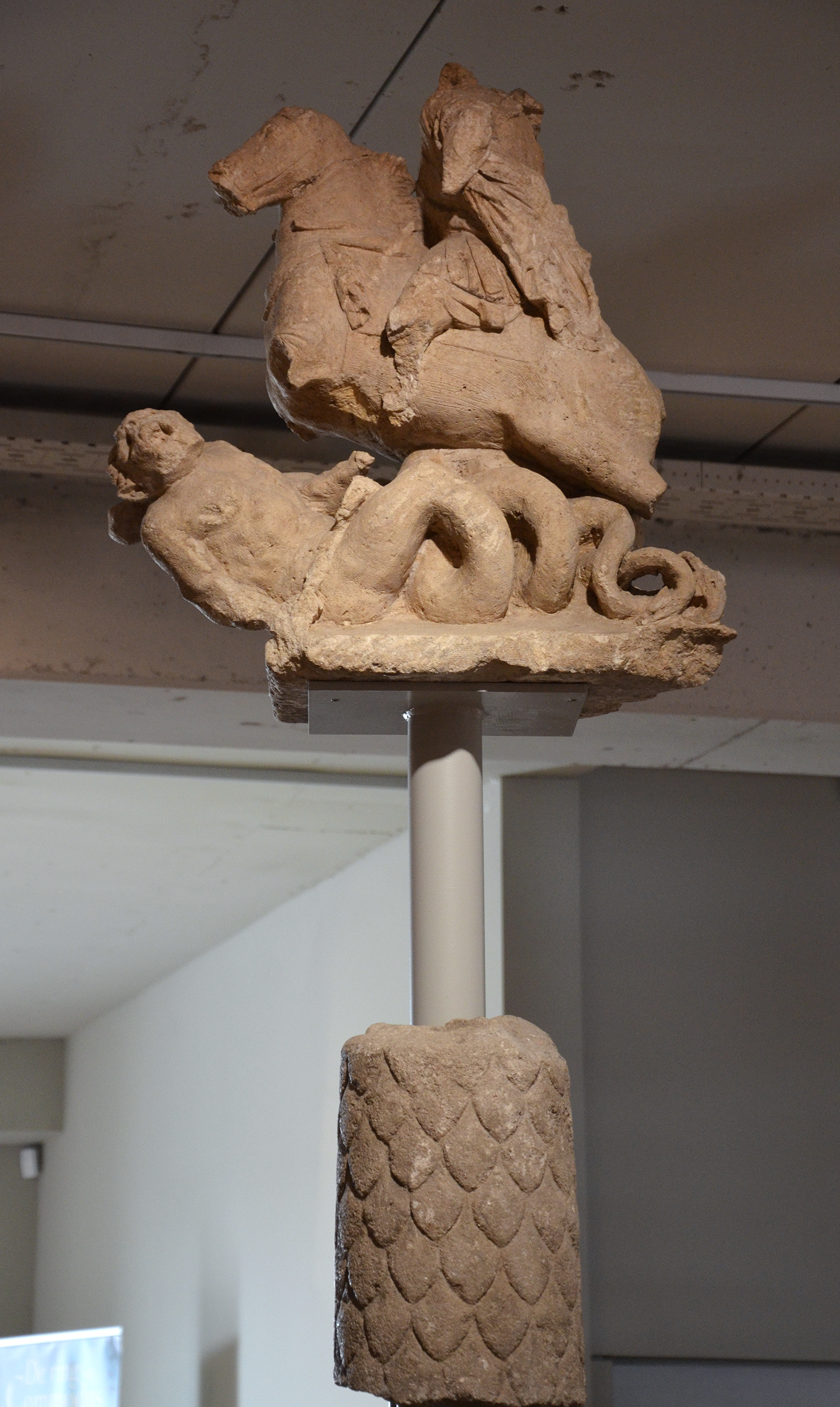
Frammenti di una colonna di Giove

Nel 57 a.C. il generale romano Giulio Cesare conquistò l'area dell'attuale Francia settentrionale, il Belgio e e l'Olanda meridionale, la Gallia Belgica. Ad Atuatuca, una fortezza degli Eburoni, fu costruito un accampamento romano. Ambiorige e Catuvolco, due re degli Eburoni, arrivarono qui nel 54 a.C. per ribellarsi contro i Romani. Con uno stratagemma, gli Eburoni riuscirono ad attirare i romani da Atuatuca: la quattordicesima legione (Legio XIIII Gemina) e un'unità di cavalleria di 200 uomini subirono un agguato a poche miglia da Atuatuca in un'ampia valle e quasi completamente sterminati. Cesare quindi mandò nove legioni nella Gallia Belgica. Dopo una lunga lotta, le tribù ribelli furono massacrate o espulse dal loro territorio. Catuvolco si suicidò e Ambiorige fuggì verso il Reno ai Germani.
Atuatuca Tungrorum è identificata con questa Atuatuca, ma la maggior parte dei ricercatori oggi concorda sul fatto che questa località fosse altrove. I luoghi possibili sono Berg (un quartiere vicino a Tongeren), l'altopiano di Caestert, una fortificazione a Thuin, Limburg, Spa-Balmoral, Dolembreux, Fort Battice (a Liegi), Chaudfontaine e Stolberg-Atsch.
L'imperatore Augusto, il successore di Giulio Cesare, divise la provincia della Gallia Belgica in distretti (civitates), dove Atuatuca Tungrorum divenne la capitale del Civitas Tungrorum. Questa area era nel territorio che era appartenuto agli Eburoni. Dopo che questo popolo fu espulso, in questa zona si insediarono i Tungri; forse discendenti degli Eburoni, ma potrebbe anche essere stata una tribù germanica.
Poco prima dell'inizio dell'era moderna, un campo militare romano fu costruito in Atuatuca Tungrorum. Il posto era strategicamente ben situato sull'importante strada romana, la via Belgica, da Colonia (Colonia Claudia Ara Agrippinensium) a Boulogne-sur-Mer (Gesoriacum). I cittadini ben presto vennero a vivere nelle vicinanze del campo di Tongeren, specialmente commercianti e artigiani. Si stabilirono a sud-ovest del campo e dove fondarono un agglomerato civile (canabae). Indubbiamente, l'Atuatuca Tungrorum era intesa come punto d'appoggio e di rifornimento per le truppe romane sul Reno: l'imperatore Augusto prevedeva di occupare l'area germanica dall'altra parte del Reno vicino all'impero romano. Aveva una rete di strade e campi militari costruiti nel nord della Gallia. Dal 16 a.C. regolari spedizioni romane si svolgevano sul territorio germanico sul Reno, ma dopo la disastrosa battaglia della foresta di Teutoburgo, dove le tre legioni di Varo da parte dei Germani sotto la guida di Arminio subirono una pesante sconfitta, la conquista della Germania fu abbandonata. Il campo militare di Atuatuca Tungrorum fu sciolto. Nel 17 d.C. furono fondate sotto Tiberio le province militari della Germania Superiore e Germania Inferiore (in cui si trovava Atuatuca). Queste aree erano ancora sotto Gallia Belgica, ma furono controllate direttamente dall'esercito.
L'insediamento civile si è sviluppato secondo una normale rete stradale (pianta a scacchiera) con sparse costruzioni di case in legno. Grazie in parte alla fertilità di Hesbaye e alla posizione strategica, Atuatuca Tungrorum divenne un fiorente insediamento gallo-romano. Ben presto venne stabilito qui un centro amministrativo e un posto di guarnigione. Atuatuca Tungrorum era responsabile della fornitura ai campi militari sul Reno come Xanten (Castra Vetera) e Nimega (Noviomagus).
La città fu pesantemente danneggiata da saccheggi e da un grande incendio durante la rivolta batava del 70 d.C.. La città fu ricostruita con strade lastricate, edifici pubblici e un acquedotto proveniente da Kertsborn, una fonte vicino a Widooie. È possibile che l'acquedotto trasportasse l'acqua da Widooie a Tongeren (il Rukkelingen-Loon si trova a 20 km di distanza), ma non è stata ancora trovata alcuna prova. Le nuove costruzioni di case venivano realizzate in pietra. A nord-ovest fu costruito un santuario su uno dei punti più alti della città, sul sito di un antico santuario. Il tempio romano (templum) su un prospetto era lungo 35 metri e largo 25 metri e consisteva in uno spazio centrale (cella) con un portico e un colonnato largo 4 metri. Intorno al tempio c'era una piazza circondata da un colonnato di 130 per 77 metri. Nell'anno 90 d.C. l'imperatore Domiziano trasformò i distretti militari in province a pieno titolo: da quel momento in poi Atuatuca Tungrorum era situata nella provincia di Germania Inferiore.

### Municipium Tungrorum

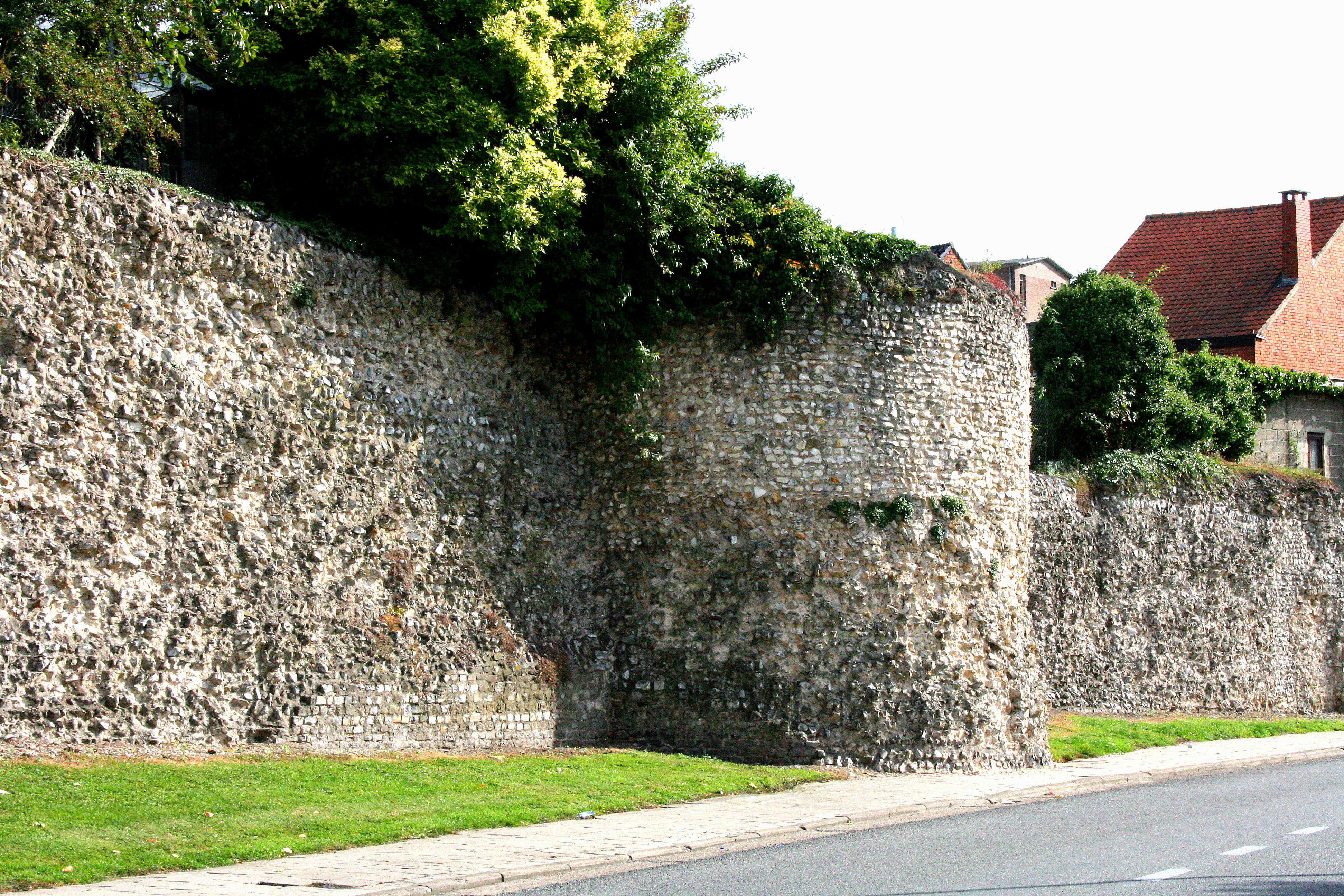
Mura romane a Tongeren

Nel II secolo d.C., un muro romano lungo 4,5 chilometri fu costruito intorno alla città: il più grande recinto che la città avrebbe mai avuto. Furono costruiti anche un mercato ed il palazzo di giustizia (basilica) oltre che un magazzino ufficiale per i cereali. A quell'epoca si iniziò a chiamare la città Municipium Tungrorum. Durante questo periodo di fioritura la città era più estesa dell'area di Colonia (Colonia Claudia Ara Agrippinensium). Probabilmente Tungrorum non ha mai avuto più di 5 000 abitanti, comparabile a Noviomagus (Nimega). Con questo, Tungrorum era la più grande città sul territorio dell'attuale Belgio, ma aveva meno abitanti di città come Treviri (Augusta Treverorum) e Reims (Durocortorum), che avevano 20-30.000 abitanti in epoca romana. Grandi fattorie (villae rusticae) sorsero intorno alla città.

### Decadenza e fine dell'amministrazione romana

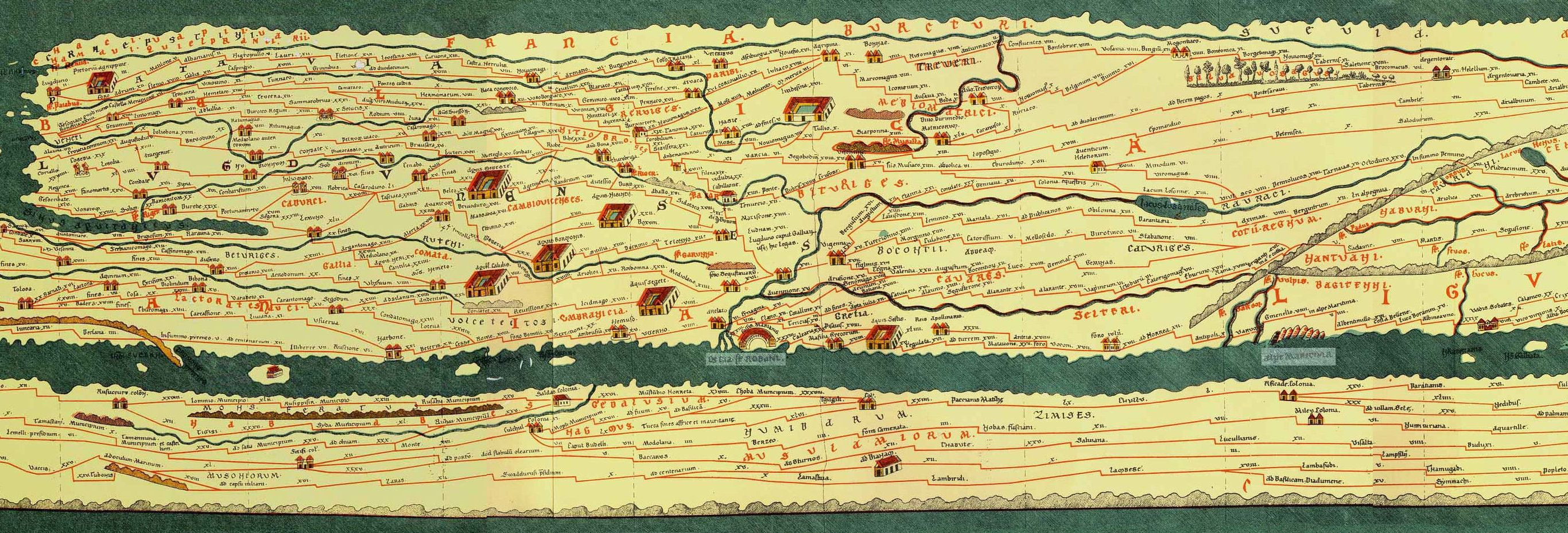
Parte della carta Tavola Peutingeriana. Tongeren è elencato come Atuaca (in alto, a sinistra del centro, sotto la 'ia' di Francia)

Tra il 235 e il 275 le fattorie furono in gran parte distrutte da razzie di tribù germaniche, ma sotto l'imperatore Diocleziano la pace fu ristabilita di nuovo. Tongeren divenne parte della nuova linea di difesa contro i Germani lungo la strada Colonia - Boulogne-sur-Mer (Gesoriacum) e un contingente di soldati era di stanza. Nel 313, l'imperatore Costantino il Grande riconobbe il cristianesimo con l'Editto di Milano, dopo di che la religione poteva diffondersi senza impedimenti. La diocesi di Tongeren divenne la più antica sede vescovile nei Paesi Bassi (nell'VIII secolo la sede fu trasferita a Liegi).
Seguirono circa 350 nuove incursioni germaniche e i Romani decisero di spostare la loro attenzione su Maastricht che era più difendibile. Il Municipium Tungrorum divenne meno prospero e anche la popolazione diminuì. Nel IV secolo, il muro fu ridotto e racchiudeva solo la parte più alta della città. In questo periodo fece visita alla città l'imperatore Giuliano l'Apostata. Solo la torre romana sul Vrijthof è stata preservata dalle mura di questo periodo, mentre diversi pezzi rimangono in piedi sul muro del II secolo. Nel dicembre del 406 i germani attraversarono massicciamente il Reno ghiacciato e gran parte dell'Impero romano settentrionale fu invaso. Il dominio dei Romani in queste regioni finì definitivamente. La tribù germanica dei Franchi si affermò come la nuova élite sulla popolazione locale.